# David Bourke
David Bourke, (mort en ?) est le 15e Seigneur de Mayo  à  partir de 1537

## Origine
David Bourke est le fils aîné d'Edmund IV Bourke 12e Seigneur de Mayo.

## Règne
David devient en 1537 Mac William Íochtar  ou Mac William Eighter après la mort de son oncle Theobald mac Uilleag Bourke. il meurt à une date indéterminée et il a comme successeur Ricard mac Seaán an Tearmainn Bourke

## Unions et postérité
David Bourke contracte trois unions:
1) avec la fille de John Fitz-Oliver Bourke de Tyrawly dont
- Walter Fada  (c'est-à-dire le Long) († 1545) Bourke de Partry ;

2) Finola O' Flaherty
- Risdeárd an Iarainn Bourke 18e Mac William Íochtar
- William An tAb Caoch Bourke c'est-à-dire l'Aveugle 20e Mac William Íochtar

3) avec la fille de David Fitz-Edmond Bourke de Turlogh
- Uilleag ou Ulick ny Timchill dont Thomas qui recouvre ses domaines par un accord passé avec le gouvernement  à Greenwich le 3 juillet 1602 et meurt sans postérité.

## Sources
- (en) T.W Moody, F.X. Martin, F.J. Byrne A New History of Ireland , Volume IX Maps, Genealogies, Lists. A companion to Irish History part II . Oxford University Press réédition 2011  (ISBN 9780199593064).